# Bulletin de l'Herbier Boissier
Le Bulletin de l'Herbier Boissier est une revue illustrée de descriptions botaniques fondée par William Barbey et qui fut éditée à Genève, sous ce titre en sept volumes entre 1893 et 1899, et sous le titre de Bulletin de l'Herbier Boissier, 2e série de 1901 à 1908 en huit volumes. Le Bulletin de la société botanique de Genève lui a succédé.
Eugène Autran, conservateur de l'herbier Boissier (à Chambésy), en assura la direction à ses débuts. Des botanistes fameux y envoyèrent des articles et y rédigèrent des descriptions d'espèces ou de genres nouveaux en français et en latin, et parfois en allemand, comme Nikolaï Albov, Paul Ascherson, John Briquet, Jules Cardot, François Crépin, Friedrich Fedde, Boris Fedtchenko, Olga Fedtchenko, Josef Freyn, Georg Kükenthal, Narcisse Patouillard, George Edward Post, Ferdinand Renauld, Alice Rodrigue, Hans Schinz, Georg Schweinfurth, Camillo Karl Schneider, Adolf Sertorius, Adolphe Tonduz, etc.
Son abréviation est Bull. Herb. Boissier.